# Feihyla fuhua
Feihyla fuhua é uma espécie de anfíbio gimnofiono da família Rhacophoridae. Está presente na China. A UICN classificou-a como vulnerável.